# 日峯大神子広域公園
日峯大神子広域公園（ひのみねおおみここういきこうえん）は、徳島県徳島市と小松島市にまたがって位置する都市公園（広域公園）である。

## 概要
大神子海岸から阿波三峰のひとつ日峰山一帯に広がる公園で、紀伊水道に面し徳島市と小松島市の境界に位置する徳島県内最大規模の都市公園。展望台からは徳島市街と小松島市街の両方を望むことができる。

## 沿革
- 1975年 - 徳島市の大神子公園と小松島市の日峯公園が都市計画決定により日峯大神子広域公園となる。
- 1992年 - テニスコート（クレイ）、キャンプ場が完成。
- 1997年 - こども広場が完成。
- 1999年 - 南展望台が完成。
- 2001年 - 展望広場東が完成。
- 2002年 - やさ道広場完成、テニスコート改修。

## 主要施設
- 庭球場
- デイキャンプ場
- こども広場
- 展望広場
- 散策コース

## 交通
- 徳島県庁から徳島県道120号徳島小松島線を小松島方面へ約9km。
- JR徳島駅前より徳島バス（大神子行）「こども広場前」・「大神子海岸入口」・「大神子テニスセンター前（終点）」下車。
- 徳島バス・小松島市営バス（小松島方面行）「大神子口」下車徒歩約3km。